# Orla Brady
Orla Brady (Dublin, 28 maart 1961) is een Ierse actrice.

## Biografie
Brady werd geboren in Dublin in een gezin van vier kinderen, en groeide op in Bray. Zij doorliep haar studietijd aan de Loreto Convent in Wicklow en bij de Ursulinen in Dublin. Op haar vijfentwintigjarige leeftijd verhuisde zij naar Parijs waar zij het acteren leerde bij Philippe Gaulier, dit leverde haar een plaats op bij de mimeschool van Marcel Marceau, École Internationale de Mimodrame de Paris. Brady is in 2002 getrouwd met de fotograaf Nick Brandt met wie zij nu in Los Angeles woont.
Brady begon in 1991 met acteren in de televisieserie So You Think You've Got Troubles, waarna zij nog meerdere rollen speelde in televisieseries en films. Zij is onder andere bekend van haar rol als Naoise O'Neill in de televisieserie Family Law (2000-2002).

## Filmografie

### Films
Uitgezonderd korte films. 
- 2023 Freud's Last Session - als Janie Moore
- 2022 The Other Me - als Marina
- 2021 Black Medicine - als Bernadette
- 2019 Rose Plays Julie - als Ellen
- 2019 A Girl from Mogadishu - als Emer Costello
- 2017 The Foreigner - als Mary
- 2015 The Price of Desire - als Eileen Gray
- 2013 Wayland's Song - als Grace
- 2007 Protect and Serve - als dr. Lorna Herrera
- 2007 How About You... - als Kate Harris
- 2007 32A - als Jean Brennan
- 2006 Jesse Stone: Death in Paradise - als Lilly Summers
- 2006 Sixty Minute Man - als Kate Henderson
- 2005 World of Trouble - als Joan Denny
- 2004 Lawless - als Liz Bird
- 2003 The Debt - als Angela Jahnsen
- 2002 Fogbound - als Ann
- 2001 Silent Grace - als Eileen
- 2000 The Luzhin Defence - als Anna
- 1999 A Love Divided - als Sheila Kelly Cloney
- 1998 Wuthering Heights - als Cathy
- 1997 The Heart Surgeon - als Marcella Duggan
- 1994 Words Upon the Window Pane - als Vanessa

### Televisieseries
Uitgezonderd eenmalige gastoptredens.
- 2025 Bosch: Legacy - als Siobhan Murphy - 6 afl.
- 2020-2023 Star Trek: Picard - als Laris - 11 afl.
- 2020 The South Westerlies - als Kate - 6 afl.
- 2019 American Horror Story - als dr. Karen Hopple - 4 afl.
- 2015-2019 Into the Badlands - als Lydia - 32 afl.
- 2018 Collateral - als Phoebe Dyson - 3 afl.
- 2015 American Odyssey - als Sofia Tsaldari - 9 afl.
- 2015 Banished - als Anne Meredith - 7 afl.
- 2013 Jo - als Dormont - 8 afl.
- 2012 Eternal Law - als mrs. Sheringham - 6 afl.
- 2010-2012 Fringe - als Elizabeth Bishop - 5 afl.
- 2012 Sinbad - als Taryn - 9 afl.
- 2010 The Deep - als Catherine Donnelly - 5 afl.
- 2008-2010 Mistresses - als Siobhan Dhillon - 16 afl.
- 2007-2008 Shark - als Claire Stark - 4 afl.
- 2005 Empire - als Atia - 4 afl.
- 2005 Revelations - als Nora Webber - 6 afl.
- 2004-2005 Proof - als Maureen Boland - 8 afl.
- 2003 Servants - als Flora Ryan - 6 afl.
- 2000-2002 Family Law - als Naoise O'Neill - 43 afl.
- 1999 Pure Wickedness - als Jenny Meadows - 4 afl.
- 1997-1998 Noah's Arc - als Clare Somers - 9 afl.
- 1995-1996 Out of the Blue - als D.S.Rebecca 'Becky' Bennett - 12 afl.
- 1995 Dangerfield - als Diane Foster - 2 afl.

- Biblioteca Nacional de España: XX1791032
- Gemeinsame Normdatei: 1061444023
- International Standard Name Identifier: 0000 0001 1467 5656
- Library of Congress Control Number: nr2006013715
- MusicBrainz: f9fb23ee-dfd0-4167-84bb-c8427316a734
- Nederlandse Thesaurus van Auteursnamen: 229848737
- Virtual International Authority File: 9806992
- WorldCat: E39PBJrm9yxJXWjwGRcqP7Xrv3